# Lijst van nummer 1-hits in de Nederlandse Top 40 in 1995
Deze hits stonden in 1995 op nummer 1 in de Nederlandse Top 40.
| Nummer | Datum        | Artiest                  | Titel                            |
| ------ | ------------ | ------------------------ | -------------------------------- |
| 473    | 7 januari    | Hermes House Band        | I will survive (La la la)        |
|        | 14 januari   | Hermes House Band        | I will survive (La la la)        |
| 474    | 21 januari   | Marco Borsato            | Waarom nou jij                   |
| 475    | 28 januari   | Irene Moors & De Smurfen | No limit                         |
|        | 4 februari   | Irene Moors & De Smurfen | No limit                         |
|        | 11 februari  | Irene Moors & De Smurfen | No limit                         |
|        | 18 februari  | Irene Moors & De Smurfen | No limit                         |
|        | 25 februari  | Irene Moors & De Smurfen | No limit                         |
|        | 4 maart      | Irene Moors & De Smurfen | No limit                         |
| 476    | 11 maart     | Gompie                   | Alice, who the X is Alice?       |
|        | 18 maart     | Gompie                   | Alice, who the X is Alice?       |
|        | 25 maart     | Gompie                   | Alice, who the X is Alice?       |
|        | 1 april      | Gompie                   | Alice, who the X is Alice?       |
|        | 8 april      | Gompie                   | Alice, who the X is Alice?       |
| 477    | 15 april     | Céline Dion              | Think Twice                      |
|        | 22 april     | Céline Dion              | Think Twice                      |
|        | 29 april     | Céline Dion              | Think Twice                      |
| 478    | 6 mei        | Vangelis                 | Conquest of paradise             |
|        | 13 mei       | Vangelis                 | Conquest of paradise             |
|        | 20 mei       | Vangelis                 | Conquest of paradise             |
|        | 27 mei       | Vangelis                 | Conquest of paradise             |
|        | 3 juni       | Vangelis                 | Conquest of paradise             |
|        | 10 juni      | Vangelis                 | Conquest of paradise             |
|        | 17 juni      | Vangelis                 | Conquest of paradise             |
|        | 24 juni      | Vangelis                 | Conquest of paradise             |
|        | 1 juli       | Vangelis                 | Conquest of paradise             |
|        | 8 juli       | Vangelis                 | Conquest of paradise             |
| 479    | 15 juli      | Technohead               | I wanna be a hippy               |
|        | 22 juli      | Technohead               | I wanna be a hippy               |
|        | 29 juli      | Technohead               | I wanna be a hippy               |
| 480    | 5 augustus   | Clouseau                 | Passie                           |
| 481    | 12 augustus  | Guus Meeuwis & Vagant    | Het is een nacht... (Levensecht) |
|        | 19 augustus  | Guus Meeuwis & Vagant    | Het is een nacht... (Levensecht) |
|        | 26 augustus  | Guus Meeuwis & Vagant    | Het is een nacht... (Levensecht) |
|        | 2 september  | Guus Meeuwis & Vagant    | Het is een nacht... (Levensecht) |
|        | 9 september  | Guus Meeuwis & Vagant    | Het is een nacht... (Levensecht) |
|        | 16 september | Guus Meeuwis & Vagant    | Het is een nacht... (Levensecht) |
| 482    | 23 september | Höllenboer               | Het busje komt zo                |
|        | 30 september | Höllenboer               | Het busje komt zo                |
|        | 7 oktober    | Höllenboer               | Het busje komt zo                |
|        | 14 oktober   | Höllenboer               | Het busje komt zo                |
|        | 21 oktober   | Höllenboer               | Het busje komt zo                |
| 481    | 28 oktober   | Guus Meeuwis & Vagant    | Het is een nacht... (Levensecht) |
| 483    | 4 november   | Coolio & L.V.            | Gangsta's paradise               |
|        | 11 november  | Coolio & L.V.            | Gangsta's paradise               |
|        | 18 november  | Coolio & L.V.            | Gangsta's paradise               |
|        | 25 november  | Coolio & L.V.            | Gangsta's paradise               |
|        | 2 december   | Coolio & L.V.            | Gangsta's paradise               |
| 484    | 9 december   | Linda, Roos & Jessica    | Ademnood                         |
|        | 16 december  | Linda, Roos & Jessica    | Ademnood                         |
|        | 23 december  | Linda, Roos & Jessica    | Ademnood                         |
|        | 30 december  | Geen Top 40 verschenen   | Geen Top 40 verschenen           |